# Challenger de Oberstaufen 2014
El Oberstaufen Cup 2014 fue un torneo de tenis profesional jugado en canchas de tierra batida. Se disputó la 23.ª edición del torneo que formó parte del circuito ATP Challenger Tour 2014. Se llevó a cabo en Oberstaufen, Alemania entre el 21 y el 27 de junio de 2014.

## Jugadores participantes del cuadro de individuales

### Cabezas de serie
| País                  | Jugador             | Rank1 | Favorito |
| --------------------- | ------------------- | ----- | -------- |
| Bandera de Italia     | Simone Bolelli      | 109   | 1        |
| Bandera de Alemania   | Peter Gojowczyk     | 115   | 2        |
| Bandera de Alemania   | Andreas Beck        | 118   | 3        |
| Bandera de Alemania   | Michael Berrer      | 134   | 4        |
| Bandera de Polonia    | Michal Przysiezny   | 144   | 5        |
| Bandera de Hungría    | Márton Fucsovics    | 166   | 6        |
| Bandera de Eslovaquia | Miloslav Mečíř, Jr. | 176   | 7        |
| Bandera de Austria    | Martin Fischer      | 179   | 8        |

- 1 Se ha tomado en cuenta el ranking del día 14 de julio de 2014.

## Jugadores participantes en el cuadro de dobles

### Cabezas de serie
| País                        | Jugador         | País               | Jugador           | Rank1 | Favorito |
| --------------------------- | --------------- | ------------------ | ----------------- | ----- | -------- |
| Bandera de Italia           | Riccardo Ghedin | Bandera de Italia  | Claudio Grassi    | 253   | 1        |
| Bandera de Moldavia         | Radu Albot      | Bandera de Polonia | Mateusz Kowalczyk | 273   | 2        |
| Bandera de los Países Bajos | Wesley Koolhof  | Bandera de Italia  | Alessandro Motti  | 306   | 3        |
| Bandera de Polonia          | Andriej Kapaś   | Bandera de Polonia | Błażej Koniusz    | 417   | 4        |

- 1 Se ha tomado en cuenta el ranking del día 14 de julio de 2014.

## Campeones

### Individual Masculino
- Simone Bolelli derrotó en la final a  Michael Berrer por 6-4, 7-62.

### Dobles Masculino
- Wesley Koolhof /  Alessandro Motti derrotaron en la final a  Radu Albot /  Mateusz Kowalczyk por 7-67, 6-3.